# Warschauer Bibliothek
Die Warschauer Bibliothek war eine historische und literarische Zeitung, die in Polen-Litauen in der Epoche der Aufklärung in deutscher Sprache quartalsweise erschien.

## Geschichte
Erstmals herausgegeben wurde die Warschauer Biblithek 1753 in Warschau im Verlagshaus von Lorenz Christoph Mizler. Sie gilt als eine der ersten polnischen Wissenschaftszeitungen im Geist der Polnischen Aufklärung. Mizlers Ansinnen war es, die Reformen in der Zeit August III. in Polen voranzutreiben. Er erhielt Unterstützung der Brüder Józef Andrzej Załuski sowie Andrzej Stanisław Załuski und die Zeitung wurde zum Sprachrohr der Załuski-Bibliothek. Mizler kritisierte das feudale System in Polen-Litauen und setzte sich für die Rechte des Bürgertums und der Bauern ein. Dadurch setzte er sich der Kritik der Magnaten aus. Die letzte Ausgabe erschien 1755. Ihre Fortsetzung fand die Warschauer Bibliothek in den ebenfalls von Mizler herausgegebenen Acta litteraria Regni Poloniae et Magni Ducatus Lithuaniae.